# Michel Fédou
Michel Fédou (ur. 1952) – francuski teolog chrześcijański.

## Życiorys
Jego głównym przedmiotem zainteresowań są dzieła wschodnich i zachodnich Ojców Kościoła, jak również rozwój chrystologii na przestrzeni historii. Bada także tradycje wiary oraz aktualne zagadnienia z zakresu ekumenizmu i relacji katolicyzmu z innymi religiami. W 2022 otrzymał Nagrodę Ratzingera.